# Roberto Nicco
Roberto Rolando Nicco (souvent francisé en Robert Rolland Nicco, en raison du bilinguisme officiel en vigueur en Vallée d'Aoste) est un historien et un homme politique valdôtain, dont il est le député (élu en 2006 et réélu en 2008).

## Biographie
Né le 26 mars 1952 à Donnas, il est responsable régional de l'environnement, puis conseiller régional de 1998 à 2003, il devient vice-président en 2003.
Il appartient au mouvement Renouveau valdôtain, devenu en 2011 Autonomie - Liberté - Participation - Écologie (ALPE).

## Œuvres
- (it) La resistenza nella bassa Valle d'Aosta: Organizzazione, vicende politiche e militari, problemi, 1986
- (it) La Resistenza in Valle d'Aosta, Aoste, 1995
- (it + fr) Il percorso dell'autonomia. Le parcours de l'autonomie, Quart, Musumeci editore, 1997